# Oltrona di San Mamette
Oltrona di San Mamette (lombardul: San Mamett vagy Ultrona) település Olaszországban, Lombardia régióban, Como megyében. Lakosainak száma 2327 fő (2023. január 1.). Oltrona di San Mamette Appiano Gentile, Lurate Caccivio, Beregazzo con Figliaro és Olgiate Comasco községekkel határos.

## Népesség
A település lakossága az elmúlt években az alábbi módon változott:
| Lakosok száma | 2397 | 2397 | 2327 |
|               | 2017 | 2018 | 2023 |